# Dhao
Le dhao est une langue austronésienne parlée sur l’île de Ndao en Indonésie.